# مارات گریگوریان
مارات گریگوریان (ارمنی: Մարատ Գրիգորյան؛ زادهٔ ۲۹ مهٔ ۱۹۹۱) کیک‌بوکسور اهل ارمنستان-بلژیک است. که در حال حاضر با سازمان ONE Championship  قرار داد امضا کرده است. او قهرمان سابق سبک وزن سازمان Glory KickBoxing بوده است.وی از سال ۲۰۰۷ میلادی (۱۶ سالگی) تاکنون مشغول فعالیت در رشته کیک بوکسینگ بوده‌ است. 

## زندگی‌نامه
مارات گریگوریان در ۲۹ مه ۱۹۹۱ در تالین ارمنستان به دنیا آمد و سه خواهر بزرگتر دارد. زمانی که سه ساله بود همراه خانواده وی به آلمان نقل مکان نمود. اما پس از سه سال اقامت در این کشور به ارمنستان بازگردانده شدند. پس از جمع‌آوری  از طریق انجام چندین شغل عجیب و غریب، والدین، خانواده را به آنتورپ، بلژیک، زمانی که مارات نه ساله بود، نقل مکان کردند. در بلژیک، مارات تمرین کیک بوکسینگ را در سال‌های اولیه نوجوانی خود در یک باشگاه نزدیک آغاز کرد.

## رکورد کیک بوکسینگ
| بررسی رکورد مسابقات حرفه‌ای               |                                                 |                                                  |
| خطای عبارت: عملگر < دور از انتظار مسابقه | خطای عبارت: نویسه نقطه‌گذاری شناخته نشده «۳» برد | خطای عبارت: نویسه نقطه‌گذاری شناخته نشده «۱» باخت |
| ناک‌اوت                                   | ۳۳                                              | ۱                                                |
| تسلیم                                    | ۳۱                                              | ۱۰                                               |

## افتخارات
او به دلیل سبک مبارزه تکنیکی تهاجمی و قدرت ناک اوت خود مشهور است.
‌• قهرمانی سابق سبک وزن -۷۰ K1 سال ۲۰۱۵
• قهرمانی سابق پر وزن Kunlun Fight سال ۲۰۱۷
• قهرمانی سابق سبک وزن Glory سال ۲۰۱۹